# Eleonora Mazzoni
Eleonora Mazzoni (Forlì, 9 ottobre 1965) è un'attrice e scrittrice italiana.

## Biografia
Nata e cresciuta a Forlì, si diploma al Liceo classico G.B. Morgagni. Successivamente si trasferisce a Bologna, dove si laurea in Lettere moderne presso l'Alma Mater Studiorum e ottiene il diploma di recitazione presso la Scuola di Teatro di Bologna.
Dal 2010 vive a Roma e ha lavorato come attrice di teatro, cinema e televisione. Tra le sue principali interpretazioni teatrali si ricordano I due gemelli veneziani, con la regia di Franco Branciaroli, Troilo e Cressida, regia di Maurizio Panici, e La cuoca (premio Diego Fabbri 2005), diretta da Augusto Zucchi. Ha inoltre partecipato a L'impresario delle Smirne e Il Decamerone, sempre con la regia di Augusto Zucchi, e a Niente sesso, siamo inglesi (regia di Renato Giordano), accanto a Gianfelice Imparato.
Il suo debutto cinematografico avviene con il film Cronache del terzo millennio (1996), diretto da Francesco Maselli e presentato al Festival di Venezia. Collabora nuovamente con Francesco Maselli ne Il compagno. Tra i film successivi si annoverano Tutta la conoscenza del mondo (regia di Eros Puglielli, Festival di Berlino 2001), Volevo solo dormirle addosso (regia di Eugenio Cappuccio, Festival di Venezia 2004), Il compleanno (regia di Marco Filiberti, Festival di Venezia 2009), e L'uomo che verrà (regia di Giorgio Diritti, Festival di Roma 2009), vincitore del David di Donatello come miglior film del 2010. Tra le produzioni televisive in cui è apparsa figurano Elisa di Rivombrosa, Il giudice Mastrangelo, Il bambino sull'acqua, Colpi di sole e Il commissario Manara.
Nel 2008 ha curato la regia dell'evento Maria Callas e Roma amici più di prima per il Teatro dell'Opera di Roma, ideato da Tony Shargool e Ida Bassignano, con la partecipazione di Angela Gheorghiu e Piera Degli Esposti.
Il suo primo romanzo, Le difettose, è stato pubblicato da Einaudi nel 2012. Da questo romanzo è stato tratto uno spettacolo teatrale che ha debuttato al Festival della Mente di Sarzana nel 2014, con la regia di Serena Sinigaglia e interpretato da Emanuela Grimalda. Una versione in lingua tedesca è andata in scena in Germania, diretta da Guido Verstegen. Nel 2018 il romanzo è stato tradotto in francese con il titolo Les fivettes e presentato a La Comédie du Livre di Montpellier.
Nel 2015 pubblica il suo secondo romanzo, Gli ipocriti, edito da Chiarelettere. Nel 2016 esce il saggio In becco alla cicogna! per Biglia Blu, con la postfazione del Prof. Carlo Flamigni, e La testa sul tuo petto. Sulle tracce di San Giovanni, parte della collana Vite esagerate della Edizioni San Paolo.
Nel 2019 il suo testo teatrale Schiaparelli life debutta al Napoli Teatro Festival Italia, con la regia di Carlo Bruni. Lo spettacolo è stato prodotto da Teatro di Dioniso e Casa degli Alfieri, con Nunzia Antonino e Marco Grossi come interpreti principali.
Nel 2023 pubblica per Einaudi Il cuore è un guazzabuglio. La vita e il capolavoro del rivoluzionario Manzoni, finalista ai premi Acqui Storia, Vincenzo Padula, Emilio Lussu e Fiuggi Storia.
Dal 2017 è membro della giuria del premio Luigi Malerba e, dal 2018, è commissaria nella sezione Olaf di SIAE. Dal 2022 è direttrice artistica del Festival culturale Caterina Sforza di Forlì. L’anticonformista.

## Carriera

### Teatro
- Intorno a Goldoni, regia di Nanni Garella (1993)
- Sogno di una notte di mezza estate, regia di Tadeuz Bradecki (1994)
- Le allegre comari di Windsor, regia di Tadeuz Bradecki (1994)
- La commedia degli errori, regia di Antonio Syxty (1995)
- I due gemelli veneziani, regia di Franco Branciaroli (1995)
- L'annuncio a Maria, regia di Antonio Syxty (1996)
- Canta pagliaccio... è un momentaccio, regia di Renato Giordano (1997)
- Il viaggio, regia di Walter Manfrè (1998)
- Il decamerone, regia di Augusto Zucchi (1999)
- Troilo e Cressida, regia di Maurizio Panici (2000)
- L'impresario delle Smirne, regia di Augusto Zucchi (2002)
- La cuoca, regia di Augusto Zucchi (2005)
- Niente sesso siamo inglesi, regia di Renato Giordano (2009)

### Cinema
- Carogne, regia di Enrico Caria (1995)
- Cronache del terzo millennio, regia di Francesco Maselli (1996)
- Ritorno a casa Gori, regia di Alessandro Benvenuti (1996)
- Stressati, regia di Mauro Capelloni (1997)
- Tra Scilla e Cariddi, regia di Demetrio Casile (1997)
- Tre uomini e una gamba, regia di Aldo, Giovanni e Giacomo e Massimo Venier (1997)
- Onorevoli detenuti, regia di Giancarlo Planta (1998)
- Milonga, regia di Emidio Greco (1998)
- Blek Giek, regia di Enrico Caria (2000)
- Tutta la conoscenza del mondo, regia di Eros Puglielli  (2001)
- Luce dei miei occhi, regia di Giuseppe Piccioni (2001)
- L'amore è cieco, regia di Fabrizio Laurenti (2001)
- Dillo con parole mie, regia di Daniele Luchetti (2003)
- Volevo solo dormirle addosso, regia di Eugenio Cappuccio (2004)
- AD Project, regia di Eros Puglielli (2006)
- Il giorno, la notte... poi l'alba, regia di Paolo Bianchini (2007)
- Billo il grand dakhaar, regia di Laura Muscardin (2008)
- Io sono viva, regia di Dino e Filippo Gentili (2008)
- L'uomo che verrà, regia di Giorgio Diritti (2008)
- Il fuoco e la cenere, regia di Francesco Maselli (2008)
- Il compleanno, regia Marco Filiberti (2009)
- Poli opposti, regia Max Croci (2015)

### Televisione
- Mamma per caso, regia di Sergio Martino (1997)
- Provincia segreta, regia di Francesco Massaro (1998)
- La missione, regia di Maurizio Zaccaro - miniserie TV (1998)
- Il compagno, regia di Francesco Maselli (1998)
- Vallechiara, regia di Francesco Vicario (1998)
- Caro domani, regia di Mariantonia Avati (1999)
- Lui e lei 2, regia di Luciano Manuzzi - serie TV, 1 episodio (1999)
- Ricominciare, regia di Vincenzo Verdecchi (2000)
- Carabinieri, regia di Raffaele Mertes - serie TV, 1 episodio (2002)
- Distretto di Polizia 3, regia Monica Vullo – serie TV, episodio 3x25 (2002)
- Il papa buono, regia di Ricky Tognazzi (2003)
- Doppio agguato, regia di Renato De Maria (2003)
- Elisa di Rivombrosa, regia di Cinzia TH Torrini - serie TV (2003-2005)
- Le stagioni del cuore, regia di Antonello Grimaldi - serie TV (2004)
- Posso chiamarti amore?, regia di Paolo Bianchini (2004)
- Cuore contro cuore, regia di Monica Vullo e Riccardo Mosca - serie TV, 1 episodio (2004)
- Il giudice Mastrangelo, regia di Enrico Oldoini - serie TV, 1 episodio (2005)
- Il bambino sull'acqua, regia di Paolo Bianchini (2005)
- Allegro, non troppo, regia di Mariano Lamberti (2005)
- La squadra 6, regia di Luca Ribuoli - serie TV, 1 episodio (2005)
- Distretto di Polizia 6, regia di Antonello Grimaldi - serie TV, episodio 6x14 (2006)
- R.I.S. - Delitti imperfetti, regia di Alexis Sweet – serie TV, 1 episodio (2006)
- Nati ieri, regia di Paolo Genovese e Luca Miniero (2006)
- 48 ore, regia di Eros Puglielli - serie TV, 1 episodio (2006)
- Medicina generale, regia di Renato De Maria - serie TV (2006)
- Io e mamma, regia di Andrea Barzini (2007)
- La strana coppia, regia di Lucio Pellegrini - serie TV (2007)
- Colpi di sole, regia di Mariano Lamberti (2007)
- Il commissario De Luca, regia di Antonio Frazzi (2008)
- Tutti pazzi per amore, regia di Riccardo Milani - serie TV (2008)
- Mal'aria, regia di Paolo Bianchini (2008)
- Little dream, regia di Davide Marengo (2008)
- Il commissario Manara, regia di Davide Marengo - serie TV (2009)
- Fratelli detective, regia di Rossella Izzo - serie TV (2011)

## Pubblicazioni
- Le difettose, Einaudi, Torino 2012 ISBN 9788806210694
- Carlo Collodi - Eleonora Mazzoni, Racconti di Natale, Graphe.it edizioni, Perugia 2013 ISBN 9788897010548
- Gli ipocriti, Chiarelettere, Milano 2015 ISBN 9788861906884
- In becco alla cicogna! La procreazione assistita: istruzioni per l'uso, Biglia Blu, Milano 2016 ISBN 9788898682096
- La testa sul tuo petto. Sulle tracce di san Giovanni, San Paolo, Cinisello Balsamo (Milano) 2016 ISBN 9788821598449
- Les fivettes, Edition Chèvre-feuille étoilée, Montpellier 2018 (traduzione francese de Le difettose) ISBN 2367951306
- In vino fabula, Ristampa edizioni 2019 con il sostegno della Regione Lazio, antologia di racconti di Francesca Bellino, Angelo Ferracuti, Emanuele Lelli, Eleonora Mazzoni, foto di Rino Bianchi, illustrazioni di Marco Petrella, ISBN 978-88-99648-70-1
- Trenta minuti, fotogrammi di storie, Istituto Luce 2020 con il sostegno del Mibact, antologia di racconti sul cinema italiano con prefazione di Gianni Canova
- Il cuore è un guazzabuglio, 2023, Super ET Opera viva, Einaudi, ISBN 9788806257163

## Drammaturgie
- Le difettose: interpretato da Emanuela Grimalda, prodotto da Corte Ospitale, con la regia di Serena Sinigaglia, ha debuttato al Festival della Mente di Sarzana nel 2014
- Schiaparelli life: interpretato da Nunzia Antonino e Marco Grossi, prodotto da Teatro di Dioniso e Michela Cescon, con la regia di Carlo Bruni, dopo le anteprime ai Dialoghi di Trani e ad Asti Teatro 2018, ha debuttato al Napoli Teatro Festival 2019
- Caterina, una di noi: conferenza spettacolo su Caterina Sforza, con testi interpretati da Iaia Forte, ha debuttato al Festival su Caterina Sforza di Forlì nel 2020